# Georg Adam Strohecker

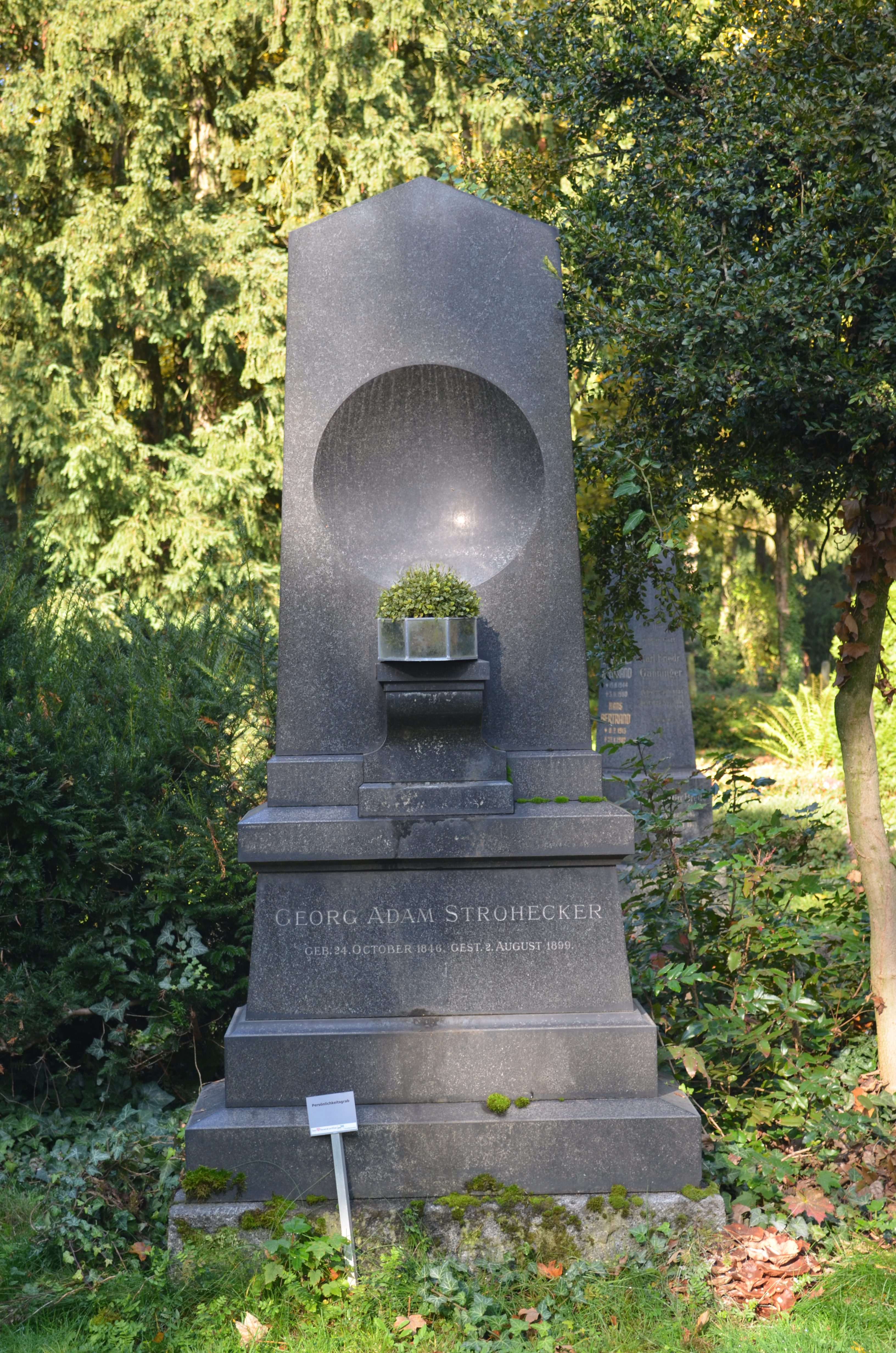
Grabstätte auf dem Frankfurter Hauptfriedhof, Gewann K 471

Georg Adam Balthasar Strohecker (* 24. Oktober 1846 in Frankfurt am Main; † 2. August 1899 ebenda) war ein deutscher Schauspieler.

## Leben und Werk
Strohecker wurde nach Engagements an verschiedenen Provinztheatern Schauspieler des Stadttheaters Frankfurt. Als Volksschauspieler wurde er sehr populär, vor allem in Frankfurter Mundartrollen. Zu seinen Paraderollen gehörten der Muffel in Alt-Frankfurt und der Bohneberger in Rendezvous im Palmengarten, beide von Adolf Stoltze, sowie der Leibschütz Millerche in Der alte Bürgerkapitän von Carl Malß. Seine Rezitationsabende in Frankfurter Mundart waren auch außerhalb Frankfurts erfolgreich. Strohecker plante die Gründung einer Frankfurter mundartlichen Theatergesellschaft, die er aber nicht mehr realisieren konnte.
Sein Grab befindet sich auf dem Frankfurter Hauptfriedhof, Gewann K 471. Seine am 24. Oktober 1900 enthüllte Grabbüste, ein Werk von Gustav Herold, fiel einem Diebstahl zum Opfer. 